# Мартин, Бенно
Бенно́ Марти́н (нем. Benno Martin, 12 февраля 1893, Кайзерслаутерн — 2 июля 1975, Мюнхен) — один из высших руководителей СС, обергруппенфюрер СС, генерал войск СС и полиции (1 августа 1944).

## Биография
Бенно Мартин родился 12 февраля 1893 года в Кайзерслаутерне в семье чиновника. После окончания средней школы в 1911 году изучал юриспруденцию. Участвовал в Первой мировой войне, начал службу фанен-юнкером в 10-м Королевском Баварском полку полевой артиллерии, в 1915 году был произведён в лейтенанты, за боевые заслуги получил Железный крест 2-го и 1-го класса. С 1919 года состоял в добровольческом корпусе фон Эппа.
С 1920 года служил в баварской земельной полиции, после сдачи экзамена в 1923 году получил степень доктора права. С 1925 года на службе в полицейском департаменте Нюрнберга-Фюрта. С марта 1933 года исполняющий обязанности начальника полиции Нюрнберга-Фюрта. 1 мая 1933 года вступил НСДАП (билет № 2 714 474). 10 апреля 1934 года был принят в СС в звании штурмфюрера (билет № 187 117) и назначен начальником полиции Нюрнберга.
С 7 мая 1941 года командир Оберабшнита СС «Майн». С 17 декабря 1942 года — Высший руководитель СС и полиции «Майн» (со штаб-квартирой в Нюрнберге). 4 октября 1943 года участвовал на секретном совещании Гиммлера с офицерами СС в Познани, на котором обсуждалось ведение политики в оккупированных районах Советского Союза и участь евреев. Ему была поставлена задача по организации и проведению депортации евреев из Франконии на Восток силами местных сил СС и полиции, в Нюрнберге депортацией руководил обер-бургомистр Вилли Либель.
В феврале-апреле 1945 года ответственный по формированию партизанских отрядов «Вервольф» во Франконии. В мае 1945 года был арестован союзниками и до 1949 года находился в заключении. Два раза подвергался судебному преследованию, но был оправдан. С 1960 года жил в Мюнхене.

## Награды
- Железный крест 1-го класса (обр. 1914)
- Железный крест 2-го класса (обр. 1914)
- Знак за ранение чёрный (обр. 1918)
- Почётный крест ветерана войны
- Шеврон старого бойца[5]
- Крест военных заслуг 1-й степени с мечами
- Крест военных заслуг 2-й степени с мечами
- Кольцо «Мёртвая голова»
- Почётная сабля рейхсфюрера СС